# Circuito di Ospedaletti
Der Circuito di Ospedaletti, auch bekannt unter den Namen Ospedaletti Circuit oder Autodromo di Ospedaletti, war eine italienische Motorsport-Rennstrecke in Ospedaletti in der Region Ligurien. Der Stadtkurs wurde von 1947 bis 1972 genutzt.

## Geschichte
Nachdem der Gran Premio di San Remo 1937 noch auf einem Stadtkurs in San Remo stattfand, wurde er nach dem Zweiten Weltkrieg auf den Circuito di Ospedaletti verlegt, da der alte Kurs den höheren Anforderungen nicht mehr entsprach. Von 1947 bis 1951 fand der Grand Prix von San Remo auf dieser Strecke statt. Bei der Eröffnung im Jahre 1947 hatte die Strecke eine Länge von 2,625 Kilometern. Ebenfalls war es das erste Jahr, in dem das Motorradrennen Gran Trofeo Motociclistico di San Remo ausgetragen wurde, welches bis 1972 auf der Strecke gastierte. Im Jahre 1948 wurde die Streckenführung verändert, wodurch die Strecke eine neue Länge von 3,38 Kilometern aufwies. Heutzutage wird die Strecke noch für Rennen mit historischen Fahrzeugen verwendet.

## Großer Preis von San Remo
1947: Der zweite Große Preis von San Remo wurde am 13. April 1947 ausgetragen und war ein Rennen für Internationale Sportwagen. Die Strecke wurde im Uhrzeigersinn befahren, wobei 25 Runden zu absolvieren waren. Das Rennen wurde von Yves Giraud-Cabantous in einem Delahaye 135 gewonnen.
1948: Der dritte GP von San Remo fand am 27. Juli 1948 statt. Erstmals war man auf der verlängerten, neuen Kursführung unterwegs. Gefahren wurden damals mit Voiturette-Fahrzeugen unter den neuen Formel 1 Regeln. Die Strecke wurde nun im Gegenuhrzeigersinn befahren und die Renndistanz belief sich auf 90 Runden. Der auf der Pole-Position gestartete Alberto Ascari gewann das Rennen in einem Maserati 4CLT/48. Luigi Villoresi fuhr den ersten Rundenrekord mit einer Rundenzeit von 2:02,6 min und einer Durchschnittsgeschwindigkeit von 99,37 km/h. Villoresi war ebenfalls in einem Maserati 4CLT/48 unterwegs.
1949: Maserati dominierte auch am 3. April 1949 in San Remo. Nun wurden neu zwei Rennen mit je 45 Runden gefahren. Beide wurden von Juan Manuel Fangio gewonnen, der auch den Gesamtsieg holte. Die beiden Rennen addiert fuhr er in einer Zeit von 3:01:28,6 h. Prinz Bira fuhr die schnellste Runde in 1:56,0 min, ebenfalls in einem Maserati.
1950: Der San Remo Grand Prix am 16. April 1950 war ein nicht zur Weltmeisterschaft zählendes Rennen der neu gegründeten Formel-1-Weltmeisterschaft. Erneut wurde das Rennen von Juan Manuel Fangio gewonnen, diesmal jedoch in einem Alfa Romeo 158 s/c.
1951: Am 22. April 1951 war die Formel 1 wieder zu Gast. Wieder handelte es sich um ein Rennen, bei welchem keine Weltmeisterschaftspunkte vergeben wurde. Alberto Ascari gewann das Rennen von Pole-Position aus in einem Ferrari 375. Er fuhr in diesem Jahr ebenfalls den Streckenrekord von 1:53,8 (105,53 km/h).

## Resultate
| Jahr | Fahrer                | Hersteller | Formel                          | Fahrzeugtyp        | Zeit                    | schnellste Runde                              |
| ---- | --------------------- | ---------- | ------------------------------- | ------------------ | ----------------------- | --------------------------------------------- |
| 1947 | Yves Giraud-Cabantous | Delahaye   | Internationale Sportwagen       | Delahaye 135       | 0:53:40 – 73,370 km/h   | Yves Giraud-Cabantous 2:02,75 min = 77,0 km/h |
| 1948 | Alberto Ascari        | Maserati   | Voiturette (Formel-1-Reglement) | Maserati 4CLT/48   | 3:03:34,0 – 94,87 km/h  | Luigi Villoresi 2:02,6 min = 99,37 km/h       |
| 1949 | Juan Manuel Fangio    | Maserati   | Voiturette (Formel-1-Reglement) | Maserati 4CLT/48   | 3:01:28,6 – 99,26 km/h  | B. Bira 1:56,0 min = 104,89 km/h              |
| 1950 | Juan Manuel Fangio    | Ferrari    | Formel 1                        | Alfa Romeo 158 s/c | 3:10:08,4 – 95,90 km/h  | Luigi Villoresi 2:01,2 min = 100,31 km/h      |
| 1951 | Alberto Ascari        | Ferrari    | Formel 1                        | Ferrari 375F1      | 2:57:08,2 – 101,70 km/h | Alberto Ascari 1:53,8 min = 105,53 km/h       |